# Antonio Ignacio de la Pedrosa y Guerrero
Antonio Ignacio de la Pedrosa y Guerrero (n. ca. 1660) fue un abogado español que ejerció en España como miembro del Consejo de Indias y en Santa Fe de Bogotá  y fue asignado primer gobernador y capitán general del nuevo Virreinato de Nueva Granada, desde el 13 de junio de 1718 al 25 de noviembre de 1719, en la espera del arribo del primer virrey  Jorge de Villalonga.

## Biografía
Pedrosa y Guerrero sirvió en varios puestos importantes en España. En 1684 se convirtió en abogado y protector de los indios en la Real Audiencia de Bogotá. Posteriormente fue nombrado miembro del Consejo de Indias en España. Estando en servicio activo como consejero, el rey Felipe V lo puso a cargo del recientemente creado Virreinato del Nuevo Reino de Granada, en 1717. Hasta ese año, Nueva Granada había sido gobernada desde Lima, como parte del Virreinato del Perú. La nueva administración política incluía las provincias de Santafé, Cartagena, Santa Marta, Maracaibo, Caracas, Antioquia, Guayana y Popayán, así como las audiencias de Quito y Panamá. Se corresponde aproximadamente con las actuales Venezuela, Colombia, Panamá y Ecuador.
Pedrosa llegó a Bogotá el 7 de junio de 1717. Recibió el gobierno de las manos del arzobispo Rincón, que había servido como gobernador interino. Se le encargó el establecimiento de instituciones para el nuevo gobierno. Se le instruyó también para iniciar reformas con el fin de mejorar y fortalecer el dominio español. En particular, debería hacer frente a la elevada corrupción política y a la gran cantidad de contrabando que tenía lugar. Para lograr esto, se le concedió el 13 de junio de 1718 la autoridad del territorio pero sin la dignidad de virrey. Los títulos que recibió fueron los de gobernador y capitán general del territorio y presidente de la Real Audiencia de Santafé de Bogotá.
Pedrosa desenmascaró una conspiración en la que participaban el gobernador Gerónimo de Badillo y otros altos funcionarios, que intentaban infravalorar la carga de las naves que llegaban a efectos fiscales y cobrar sobornos de los comerciantes por ello. También infravaloraban la mercancía de contrabando apresada. Esto se hacía con tan poco disimulo, que le fue muy fácil descubrirlo. Reaccionó rápidamente, despidiendo a varios funcionarios de la tesorería y multando a los demás involucrados en la conspiración. Sin embargo, la corrupción estaba tan profundamente arraigada, que esta acción tuvo pocos efectos prácticos. Además, Pedrosa recibió poco apoyo de España. Muchas de las penas que impuso fueron revocadas en apelación, y muchos funcionarios contra los que tomó medidas fueron readmitidos e incluso promocionados.
Además de luchar contra el fraude, aumentó los ingresos de la administración, nombró superintendentes en las provincias, ordenó la supresión de encomiendas vacantes y trabajó en las fortificaciones de Cartagena.
Tras servir hasta finales de 1719, cuando el primer virrey oficial, Jorge de Villalonga, tomó posesión de su cargo, Pedrosa regresó a España en 1720. Villalonga no hizo nada para combatir el contrabando y la corrupción. Es más, se unió al resto de funcionarios corruptos para beneficiarse con ellos.
El Virreinato de Nueva Granada solo duró hasta 1723, cuando el territorio fue devuelto a la jurisdicción de Lima. Se separaron nuevamente en 1740, y esta vez permanentemente.
| Predecesor: —                    | Virrey de Nueva Granada 1718 – 1719                               | Sucesor: Jorge de Villalonga |
| Predecesor: Francisco del Rincón | Presidente de la Real Audiencia de Santa Fe de Bogotá 1718 – 1719 | Sucesor: Jorge de Villalonga |